# Oleg Kotov

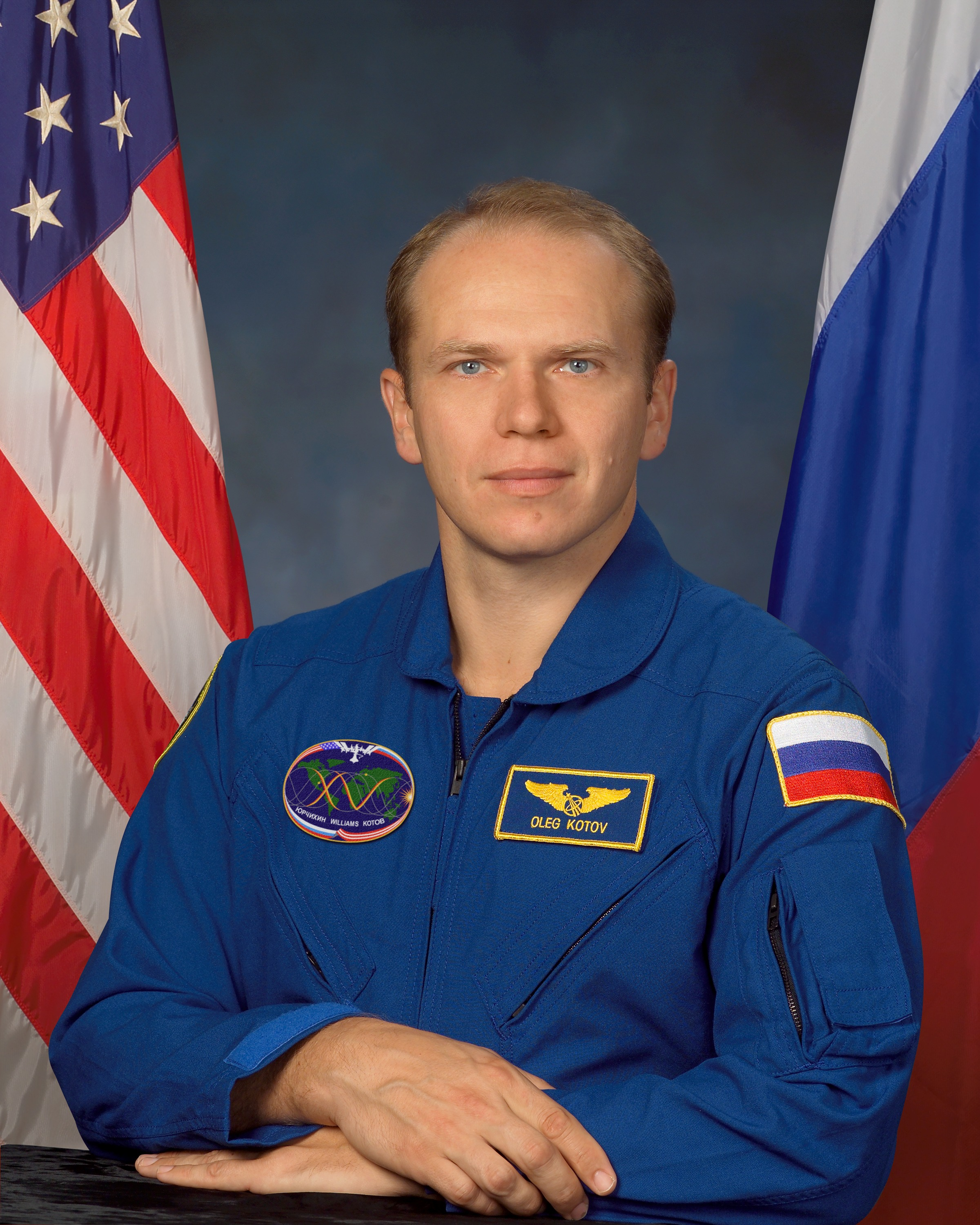
Oleg Kotov

Oleg Valerijevitsj Kotov (Russisch: Олег Валериевич Котов) (Simferopol (Oekraïne), 27 oktober 1965) is een in Oekraïne geboren Russisch kosmonaut.

## Biografie
Kotov werd geboren in 1965 in Simferopol, de hoofdstad van de Autonome republiek van de Krim, destijds onderdeel van de Oekraïense Socialistische Sovjetrepubliek.
Van 1982 tot 1988 studeerde Kotov aan de Kirov Militaire Medische Academie in Leningrad. Na zijn promotie werkte hij als arts in het kosmonautentrainingscentrum Joeri Gagarin, waar hij in 1996 zelf werd geselecteerd om opgeleid te worden tot kosmonaut.
Op 9 februari 2006 werd Kotov geselecteerd voor ISS Expeditie 15 naar het Internationaal ruimtestation ISS. Kotov was gezagvoerder en boordingenieur van de expeditie. Het begin van de missie vond plaats met de lancering van de Sojoez TMA-10 op 7 april 2007. Kotov werd daarbij vergezeld door mede-expeditielid Fjodor Joertsjichin en ruimtetoerist Charles Simonyi.
Op 30 mei 2007 19:05 GMT maakte Kotov zijn eerste ruimtewandeling, vergezeld van Yurchikhin. De ruimtewandeling duurde 5 uur en 25 minuten. Tijdens de wandeling brachten Kotov en Yurchikhin schilden aan op het ISS ter bescherming tegen ruimtegesteente.  Op 21 oktober 2007 werd de missie volgens plan beëindigd en keerden de kosmonauten weer terug naar de aarde. Kotov heeft 196 dagen in de ruimte doorgebracht.
Kotov is getrouwd en heeft twee kinderen.